# Facundo Burriel Guillén
Facundo Burriel Guillén (Calles, 1843 - València, 1910) fou un advocat, propietari i polític valencià, diputa a les Corts Espanyoles durant la restauració borbònica.

## Biografia
Fill d'un metge, restà orfe de petit i estudià llatí i filosofia al seminari de Sogorb. Es llicencià en dret a la Universitat de València durant el sexenni democràtic (1873). Després treballà en el bufet de Francisco Brotons Vives, futur alcalde de València, i milità en el Partit Conservador, amb el que fou escollit regidor de València el 1883 i diputat provincial pel districte dels Serrans el 1887 i vicepresident de la Diputació de València el 1888. Alhora que esdevenia propietari del bufet d'Antonio Rafael de Mesa es dedicà al comerç del vi, i es casà amb una germana del general Polavieja. També era bon amic de Teodor Llorente i Olivares, director de Las Provincias, i el 1893 fou director del Centre Excursionista de Lo Rat Penat. Quan Francisco Silvela es va escindir en la Unió Conservadora el va seguir, i fou elegit diputat pel districte de Gandia a les eleccions generals espanyoles de 1891 i 1899.